# Adolph von Breda
Adolph von Breda, född 17 oktober 1785 i Stockholm, död 27 september 1832 i Stockholm, var en svensk konstnär och militär. Han var son till Carl Fredric von Breda och bror till konstnären Johan Fredrik von Breda.
von Breda studerad konst för sin far och antogs som elev vid Konstakademien 1801. Han utnämndes till konduktör vid Kongl. museum 1810. Han målade främst porträtt och bland hans porträtt framhålls ett av amiralen Fredrik Georg Strömfelt. Breda finns representerad vid bland annat Nationalmuseum i Stockholm.